# 式部卿宮の北の方
式部卿宮の北の方（しきぶきょうみやのきたのかた）とは、源氏物語に登場する架空の人物。兵部卿宮の北の方（ひょうきょうみやのきたのかた）あるいは式部卿宮の大北の方（しきぶきょうみやのおおきたのかた）などとも呼ばれる。

## 概要
兵部卿宮（のち式部卿宮）の正妻であり、自身も夫に釣り合う高貴な出自と見られる。「髭黒の北の方」あるいは「髭黒の元の北の方」などと呼ばれる髭黒の妻の母であり、その他に冷泉帝の王女御などの娘がいる。紫上から見ると父の正妻であることから継母にあたる人物になる。

## 登場する巻
式部卿宮の北の方は、直接には以下の巻で登場し、本文中ではそれぞれ以下のように表記されている
- 第05帖 若紫 もとの北の方、北の方
- 第10帖 賢木 継母の北の方
- 第12帖 須磨 継母の北の方
- 第21帖 少女 北の方
- 第31帖 真木柱 母北の方、大北の方
- 第34帖 若菜上 式部卿宮の大北の方
- 第35帖 若菜下 大北の方、大宮、式部卿の宮

## 各巻での活動
紫上の母と紫上を嫌い夫兵部卿宮から遠ざけようとする。（第05帖 若紫）
光源氏に引き取られた紫上の幸せをねたむ。（第10帖 賢木）　
光源氏と離れ離れになる紫上を、小気味良いように中傷する。（第12帖 須磨）
光源氏が妻の父である夫式部卿宮の五十の賀を行ったが、自分の娘の王女御については後援しないことを不満に思う。（第21帖 少女）
娘が髭黒と離婚して帰ってきた際には光源氏の養女である玉鬘が娘から髭黒を奪ったとして夫式部卿宮に八つ当たりする。（第31帖 真木柱）
紫上はこの人物が自分に悪意を持っていることを気にしている。（第34帖 若菜上）
孫娘の真木柱と結婚した蛍兵部卿宮に対し、結婚後の態度について罵言を吐いたことでさらなる夜離れを招く。（第35帖 若菜下）